# Klaus Bugdahl
Klaus Bugdahl (Berlijn, 24 november 1934 – Wiesbaden, 15 augustus 2023) was een Duits baanwielrenner.

## Biografie
Bugdahl was professioneel wielrenner van 1957 tot 1978. Hij was vooral succesvol als zesdaagsewielrenner. Hij heeft uit 229 starts (waarmee hij 3e staat op de ranglijst aller tijden van het totaal aantal zesdaagsestarts) 37 zesdaagsen op zijn naam kunnen schrijven en neemt hiermee de 9e plaats in op de ranglijst aller tijden. Van deze 37 overwinningen heeft hij er 7 samen met Dieter Kemper behaald.
Als baanrenner behaalde hij tevens een aantal overwinningen tijdens het Nationaal Kampioenschap koppelkoers en het Europees Kampioenschap koppelkoers (madison) in 1962 met Fritz Pfenninger, in 1966 met Sigi Renz en in 1971 met Dieter Kemper.
In het begin van zijn profcarrière was hij ook succesvol als wegrenner. Hij werd onder andere Duits kampioen op de weg bij de elite profs in 1958 en winnaar van de Ronde van de Oise in 1963.
Bugdahl overleed op 88-jarige leeftijd na een lang ziekbed.

## Palmares

### Baanwielrennen

#### Zesdaagsen
| Nr. | Jaar   | Zesdaagse van | Samen met                         |
| --- | ------ | ------------- | --------------------------------- |
| 1.  | 1958   | Berlijn       | Gerrit Schulte                    |
| 2.  | 1959   | Keulen        | Valentin Petry                    |
| 3.  | 1959-1 | Antwerpen     | Gerrit Schulte en Peter Post      |
| 4.  | 1959   | Dortmund      | Rik Van Steenbergen               |
| 5.  | 1960   | Keulen (2)    | Hans Junkermann                   |
| 6.  | 1960   | Dortmund (2)  | Hans Junkermann                   |
| 7.  | 1961-1 | Berlijn (2)   | Rik van Steenbergen               |
| 8.  | 1961-2 | Berlijn (3)   | Fritz Pfenninger                  |
| 9.  | 1961   | Frankfurt     | Fritz Pfenninger                  |
| 10. | 1962   | Essen         | Fritz Pfenninger                  |
| 11. | 1963   | Frankfurt (2) | Fritz Pfenninger                  |
| 12. | 1963   | Zürich        | Fritz Pfenninger                  |
| 13. | 1963   | Berlijn (4)   | Sigi Renz                         |
| 14. | 1963   | Dortmund (3)  | Sigi Renz                         |
| 15. | 1964-1 | Berlijn (5)   | Sigi Renz                         |
| 16. | 1965   | Dortmund (4)  | Peter Post en Jan Janssen         |
| 17. | 1965   | Montréal      | Clemens Grossimlinghaus           |
| 18. | 1966-1 | Berlijn (6)   | Sigi Renz                         |
| 19. | 1966   | Frankfurt (3) | Patrick Sercu                     |
| 20. | 1967   | Keulen (3)    | Patrick Sercu                     |
| 21. | 1967-2 | Berlijn (7)   | Peter Post                        |
| 22. | 1967   | Münster       | Patrick Sercu                     |
| 23. | 1968   | Münster (2)   | Rudi Altig                        |
| 24. | 1968   | Zürich (2)    | Fritz Pfenninger                  |
| 25. | 1968   | Amsterdam     | Jan Janssen                       |
| 26. | 1969-2 | Berlijn (8)   | Dieter Kemper                     |
| 27. | 1969   | Zürich (3)    | Dieter Kemper                     |
| 28. | 1970   | Antwerpen (2) | Peter Post en René Pijnen         |
| 29. | 1970-2 | Berlijn (9)   | Jürgen Tschan                     |
| 30. | 1970   | Münster (3)   | Alain van Lancker                 |
| 31. | 1971   | Groningen     | Dieter Kemper                     |
| 32. | 1971   | Dortmund (5)  | Dieter Kemper                     |
| 33. | 1971   | Münster (4)   | Dieter Kemper en Louis Pfenninger |
| 34. | 1971   | Zürich (4)    | Dieter Kemper                     |
| 35. | 1972   | Groningen (2) | Dieter Kemper                     |
| 36. | 1973   | Los Angeles   | Graeme Gilmore                    |
| 37. | 1974   | Zürich (5)    | Graeme Gilmore                    |

| Aantal | Samen met |
| ------ | --- |
| 7      | Dieter Kemper                                                                                                  |
| 6      | Fritz Pfenninger                                                                                               |
| 4      | Peter Post Sigi Renz                                                                                           |
| 3      | Patrick Sercu                                                                                                  |
| 2      | Gerrit Schulte Rik van Steenbergen Hans Junkermann Jan Janssen Graeme Gilmore                                  |
| 1      | Valentin Petry Rudi Altig Clemens Grossimlinghaus Louis Pfenninger René Pijnen Jürgen Tschan Alain van Lancker |

### Wegwielrennen

#### Resultaten in voornaamste wedstrijden
| Jaar | Parijs-Roubaix |  | WK op de weg |
| ---- | -------------- |  | ------------ |
| 1958 |                |  | 10e          |
| 1959 |                |  |              |
| 1960 | 67e            |  |              |
| 1963 |                |  | 31e          |